# Pylyp Budkivskyi
Pylyp Vyacheslavovych Budkivskyi (Kiev, 10 de março de 1992) é um futebolista profissional ucraniano que atua como atacante, atualmente defende o Futbolniy Klub Zorya.

## Carreira
Pylyp Budkivskyi fez parte do elenco da Seleção Ucraniana de Futebol da Eurocopa de 2016.